# Goldener Internetpreis

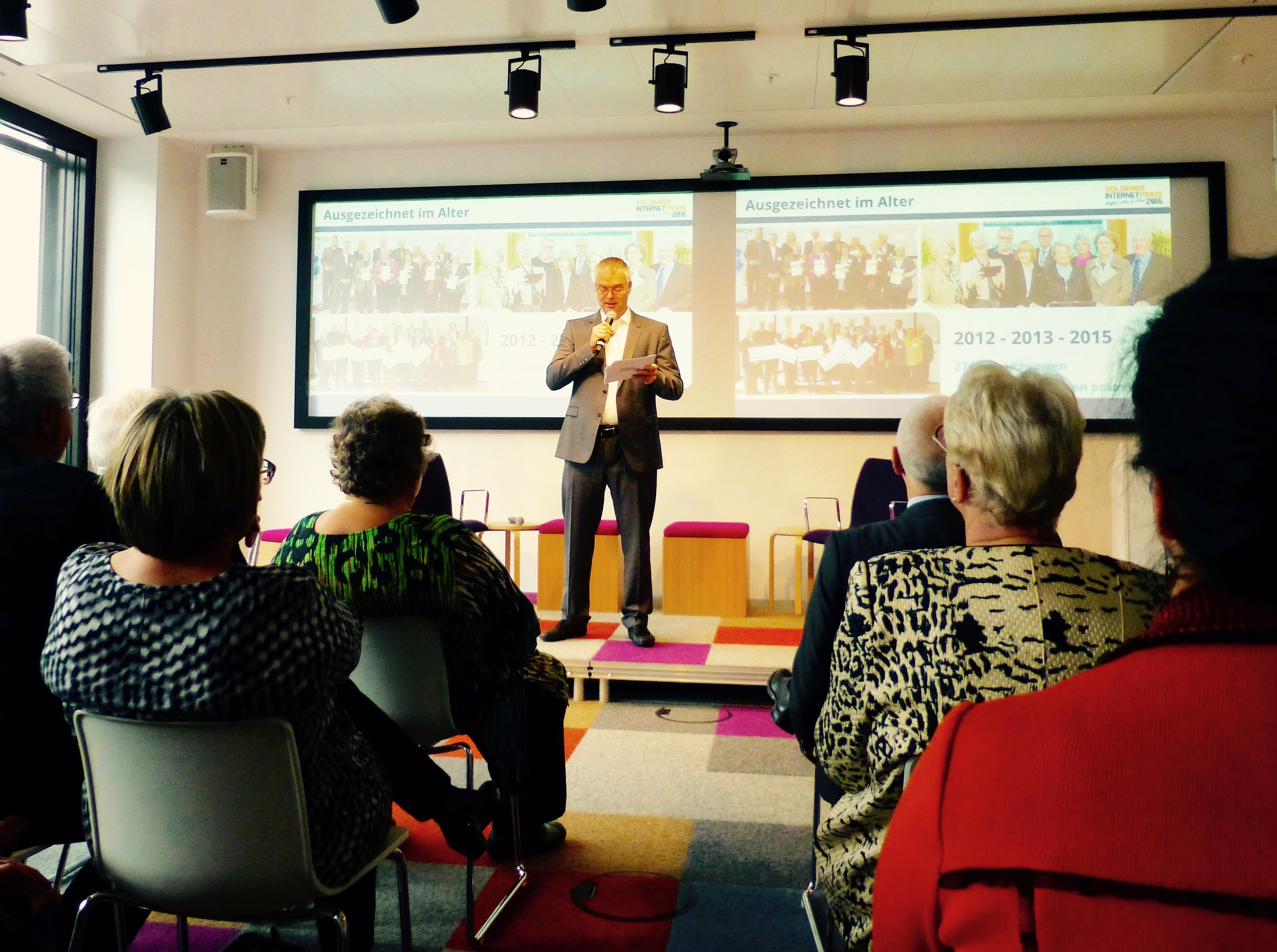
Veranstaltung Goldener Internetpreis in Berlin 2016 eröffnet von Wieland Holfelder (Google Deutschland)

Der Goldene Internetpreis ist eine deutsche Auszeichnung für die Generation 60plus, die sich aktiv an wegweisenden Online-Projekten beteiligt.

## Partner
Partner  des Bundeswettbewerbes sind u. a. die Bundesarbeitsgemeinschaft der Seniorenorganisationen (BAGSO), die Vereine Deutschland sicher im Netz (DsiN) und Wege aus der Einsamkeit, sowie die Firmen Google, Telekom (seit 2016) und SAP (seit 2017).
Im Jahre 2020 erfolgte keine Preisverleihung.

## Eingereichte Beiträge
- 2012 – über  50 Beiträge
- 2013 – über  90 Beiträge
- 2015 – über 130 Beiträge
- 2016 – über 130 Beiträge
- 2017 – über 130 Beiträge
- 2018 – Jahr der Nachhaltigkeit, Preisträger des vergangenen Jahres wurden bei ihren Projekten begleitet
- 2019 – etwa 100 Beiträge

## Preisgelder (Geld- und Sachpreise insgesamt)
- 2012: 08.000 Euro
- 2013: 06.000 Euro
- 2015: 05.000 Euro
- 2016: 08.000 Euro
- 2017: 20.000 Euro
- 2018: keine Vergabe
- 2019: 10.000 Euro

## Preisträger 2012
Die Preise wurden am 29. Oktober 2012 in Berlin Unter den Linden (Google Germany GmbH) vergeben.
- Kategorie Erfahrungsbericht: Roswitha Busch
- Kategorie Webseite/Blog: Antonie Dell
- Kategorie Film: Margret Budde
- Sonderpreis: Uta Krope

## Preisträger 2013
Die Preise wurden am 28. November 2013 in Berlin Unter den Linden (Google Germany GmbH) – moderiert von Daniel Finger – vergeben.
Kategorie 1 für Einsteiger und versierte Internetnutzer:
- Marlitt Pfefferle, Freiburg
- Marianne Bednorz, Kassel
- Antonie Dell, Siegen
- Barbara Leisner, Lutzhorn (bei Hamburg)

Kategorie 2 für Multiplikatoren
- Gisela Rößler, Leipzig
- Robert Roseeu, Gröbenzell/München
- Helga Schwab, Rheinzabern bei Karlsruhe

## Preisträger 2015
Die Preise wurden am 2. November 2015 in Berlin Unter den Linden (Google Germany GmbH) – moderiert von Bill Mockridge – vergeben.
Kategorie 1 für Einsteiger und versierte Internetnutzer:
- Ursel Ilgner, Leipzig
- Burchard Wedewer, Pforzheim

Kategorie 2 für Trainerinnen und Trainer:
- Seniorencomputerclub Berlin-Mitte
- Margret Budde, Ellen Salverius-Krögel, Münster
- Robert Bath, Greifswald

Sonderpreis: Online-Gruppe Magdeburger Halbkugeln

## Preisträger 2016
Die Preise wurden am 10. November 2016 in Berlin Unter den Linden (Google Germany GmbH) vergeben. Die Veranstaltung wurde von der Journalistin und Autorin Margaret Heckel moderiert.
Kategorie Alltag:
- Rosemarie Hoffmann, 79 Jahre, aus Werl

Kategorie Soziales Engagement
- 1. Platz: Walburga Bannwarth-Pabst, 67 Jahre, aus Frechen
- 2. Platz: Dagmar und Hans-Joachim Krause, 62 und 67 Jahre, aus Braunschweig

Kategorie Starthilfe
- 1. Platz: Irmtraud Janik, 85 Jahre, aus München
- 2. Platz: SeniorenNetz Erlangen

Sonderpreis Jung und Alt – gemeinsam online
- Preisträger Leinefischer im Netz aus Göttingen
- Preisträger Memoro Deutschland – Die Bank der Erinnerungen e.V. aus München
- Preisträgerin Susanne Saxl, Mitarbeiterin der Deutschen Alzheimer Gesellschaft e. V. mit Sitz in Berlin

## Preisträger 2017
Die Preise wurden am 22. November 2017 in Berlin vergeben. Die Veranstaltung wurde von Dagmar Hirche moderiert.
Kategorie Ältere unterstützen Ältere
- 1. Platz: Das Netzwerk Märkisches Viertel e. V. mit dem SeniorenNetz Märkisches Viertel[1]
- 2. Platz: Der Humanität-Müritz e. V. mit der Initiative Die Schloener Online Füchse[2]
- 2. Platz: Die Initiative 55 plus-minus im e. V. Dekanat Nassauer Land mit der App Mein Dorf 55 plus – Trotz Alter bleibe ich!

Kategorie Jung und Alt gemeinsam
- 1. Platz: Der Stadtseniorenrat Herrenberg e. V. mit dem Projekt Smartphone-/PC-Partnerschaften zwischen Senioren und Jugendlichen
- 2. Platz: Die Kurt-Tucholsky-Schule in Flensburg mit dem Projekt Handführerschein für Senioren
- 3. Platz: Der Miteinander-Füreinander Oberes Fuldatal e. V. mit dem Projekt Hilfreiche Technik im @lltag

Kategorie Kommunen für Ältere
- 1. Preis: Die Landeshauptstadt Hannover Fachbereich Senioren mit dem Projekt Medien- und Techniklotsen Hannover (MuTH)
- 1. Preis: Im Alter mit der Welt vernetzt der Stadt Regensburg

Sonderpreis Ideen wachsen lassen
- Die KULTURISTENHOCH2[3]

## Preisträger 2018
im Jahr der Nachhaltigkeit wurden keine neuen Preisträger benannt.

## Preisträger 2019
Die Preise wurden in Dortmund vergeben.
Kategorie Ältere zeigen Älteren digitale Helfer für mehr Lebensqualität
- Mehrgenerationenhaus Memmingen mit dem Projekt Tabletts für die Betreuung von Menschen mit Demenz[4]

Kategorie Generationen gemeinsam digital aktiv
- Die Schülerfirma Loburger digi kids der Grundschule Loburg mit dem Fortbildungsangebot für ältere Menschen im Umgang mit iPads[5]

Kategorie Kommunen und Quartiere für Ältere
- Die Landeshauptstadt Stuttgart mit dem KommiT-Projekt, das digitale Inklusion für Menschen über 60 schafft

Sonderpreis
- Die Ludwigshafener Stiftung MedienKompetenz Forum Südwest mit dem Projekt Helga hilft mit Spaß und Mut in die digitale Welt[6]